# Ужасные снежные люди
Ужасные снежные люди (англ. The Abominable Snowmen) — вторая серия пятого сезона британского научно-фантастического телесериала «Доктор Кто», состоящая из шести эпизодов, которые были показаны в период с 30 сентября по 4 ноября 1967 года. Второй эпизод сохранился в архивах Би-би-си, остальные пять были утрачены и доступны лишь в виде реконструкций.

## Сюжет
Профессор Эдвард Трэверс, антрополог и исследователь, просыпается от крика своего напарника и видит ужасное волосатое существо, стоящее рядом с безжизненным телом своего друга. ТАРДИС материализуется на холодном и ветреном склоне. Доктор в восторге от места приземления и просит Джейми и Викторию найти «Святого Ганту». Они приземлились на Тибете, и монастырь Детсен даст им «приём на всю жизнь», если они прибудут с Гантой: колоколом и буддистской реликвией, которую Доктор забрал три века назад на хранение. Когда Доктор выходит на расследование, Джейми и Виктория находят Ганту вместе с мечом, который Джейми забирает. Тем временем, Доктор понимает, что за ним наблюдают, и решает поехать в монастырь, чтобы подготовиться. В пути он замечает останки лагеря Трэверса и мёртвое тело и забирает рюкзак с собой в качестве улики. Виктории надоедает сидеть в ТАРДИС, и она убеждает Джейми пойти на разведку. Они замечают гигантские следы животного вокруг ТАРДИС.
Доктор прибывает в монастырь и встречает группу вооружённых монахов. Также там находится Трэверс, который замечает рюкзак в руке Доктора и считает, что тот ответственен за смерть товарища. Доктор бросают в клетку в ожидании решения монахов о его виновности. Тем временем на холме Джейми и Виктория идут по следам в пещеру. Они входят внутрь и Виктория замечает гигантское существо в пещере. Путешественники смотрят, как гигантская лапа закрывает вход гигантским валуном, запирая их в ловушке внутри. В клетке Доктора посещает Трэверс, который упоминает йети, но Доктор знает, что они достаточно робкие существа.
В пещере Джейми находит пирамиду из маленьких серебряных сфер. Камень сдвигается, и йети входит в пещеру. Джейми пытается защититься своим мечом, но существо ломает его на две части. Джейми и Виктория уходят от йети с одной из странных светящихся сфер. Они направляются к монастырю, где по приказу Хрисонга заточён Доктор. Тем не менее, ему удаётся передать Ганту монаху Тонми, который относит её к аббату Сонгстену, который общается с главным в монастыре, Падамасамбавой. Тот знает о предыдущем визите Доктора, и, несмотря на мудрость Доктора, он боится, что тот вмешается в Великий план. Память Тонми об этом разговоре стирают и тот уходит, запомнив лишь только инструкции, что Доктора нужно освободить.
Тем временем, Доктора проверяют, может ли он контролировать йети, и привязывают к воротам монастыря снаружи. Трэверса встречают Джейми и Виктория, которые убеждают его, что Доктор — не угроза. Все трое возвращаются в монастырь и видят, как Доктора освобождают по указанию аббата. Вскоре йети предпринимают атаку на монастырь, но одного из них удаётся погрузить в сон. Доктор догадывается, что это роботы, которые контролируются сферой в груди. А где-то в монастыре сфера, принесённая Джейми, оживает.
Трэверс беспокоится, что настоящие йети под угрозой из-за этих роботов, но кто-то подозревает, что именно он контролирует роботов. Вне монастыря он замечает двух роботов, возвращающихся к жизни и направляющихся к Детсену. Выходит, что все создания под контролем Падамасамбавы, который двигает йетиподобные фигурки по карте местности. Внутри монастыря сфера движется к отключённому йети, которого осматривают Доктор и монахи. Хрисонг находит сферу за стенами Детсена, и остальные видят других двух йети, забирающих её, и Доктор делает вывод, что йети подчиняются приказам. Доктор решает вернуться в ТАРДИС с Джейми, чтобы забрать оборудование для отслеживания пропавшей сферы. Та добирается до отключённого йети и возрождает его, и теперь тот — угроза для Виктории и Тонми.
Проснувшийся йети пробивается за пределы монастыря, убивая воинов-монахов и оставляя Хрисонга в ярости, что Тонми открыл ему ворота, во избежание дальнейшего кровопролития. Викторию и Тонми запирают в тюрьме по подозрению в оживлении существа. Освобождённый йети уносит сферу в пещеру в горах, не подозревая о том, что его видит Трэверс. Прибывает Сонгстен под стражей Йети вместе со светящейся пирамидой из шаров. Компания оставляет её в пещере и уходит. Трэверс пробирается в пещеру, видит, что пирамида пульсирует и убегает. Аббат сообщает Падамасамбаве, что их план работает, и тот сообщает, что Великий Разум вскоре возродится в телесной форме. Для подготовки к следующей фазе, Падамасамбаве необходимо, чтобы монахи покинули монастырь.
Когда Доктор и Джейми добираются до ТАРДИС, они видят, что её охраняет ещё один йети, но он неактивен, и Доктор забирает его сферу, которая тут же оживает. Джейми пресекает это, затыкая дыру в груди робота камнем. Они направляются в монастырь, где Доктор заключает союз с Сонгстеном на основе того, что монахам нельзя покидать монастырь. Понимая, что мирно те не уйдут, Сонгстен открывает ворота монастыря и впускает йети внутрь
Виктория ускользает от своих тюремщиков и попадает одна в святилище монастыря, где находит Падамасамбаву. Виктория осознаёт, что именно он командует роботами в округе. Он стирает её воспоминания о встрече и призывает ещё больше йети в атаку. В другой части монастыря Трэверс возвращается с горы, но это уже не имеет значения. По команде йети отступают от монастыря, по пути убивая ещё одного монаха. Все решают, что монахи должны уйти. Падамасамбава лишь хочет напугать монахов, не убивая их, и посылает Викторию на переговоры, говоря её голосом, чтобы потребовать их ухода. Когда Доктор понимает, что Падамасамбава всё ещё жив после прошедших трёх веков, он направляется во внутреннее святилище, где тот объясняет, что встретил бесформенный Великий Разум, и тот принял его форму, чтобы провести эксперимент. Он вышел из под контроля, и старик, казалось бы, умирает. Через несколько секунд, его тело захватывает Великий Разум, но Доктор уже вернулся к своим друзьям, и уже не видел этого. Он помогает Виктории выйти из транса и выслушивает Трэверса, который рассказывает о пещере и пирамиде. Всё становится на свои места, когда тот также упоминает о Сонгстене.
Во внутреннем святилище, Сонгстен поклоняется воле Великого Разума и убивает Хрисонга. Доктор и его друзья прибывают и побеждают Сонгстена, понимая, что тот был в трансе. Его освобождают и возвращают монахам. Доктор вместе с Джейми, Викторией и Тонми уничтожает оборудование Разума, в том числе пирамиду, которая передаёт инструкции йети. Теперь Падамасамбава умирает спокойно. Путешественники уходят в сопровождении Трэверса, и тот видит настоящего йети. Он начинает расследование, как только ТАРДИС отбывает.

## Трансляции и отзывы
| Эпизод            | Дата показа      | Продолжительность | Телезрители (в миллионах) | Archive                            |
| ----------------- | ---------------- | ----------------- | ------------------------- | ---------------------------------- |
| «Эпизод 1»        | 30 сентября 1967 | 24:15             | 6,3                       | Only stills and/or fragments exist |
| «Эпизод 2»        | 7 октября 1967   | 23:15             | 6,0                       | 16mm t/r                           |
| «Эпизод 3»        | 14 октября 1967  | 23:55             | 7,1                       | Only stills and/or fragments exist |
| «Эпизод 4»        | 21 октября 1967  | 24:11             | 7,1                       | Only stills and/or fragments exist |
| «Эпизод 5»        | 28 октября 1967  | 23:51             | 7,2                       | Only stills and/or fragments exist |
| «Эпизод 6»        | 4 ноября 1967    | 23:31             | 7,4                       | Only stills and/or fragments exist |
| [ 1 ] [ 2 ] [ 3 ] |                  |                   |                           |                                    |